# Nyagahande
Nyagahande är ett periodiskt vattendrag i Burundi.   Det ligger i provinsen Bubanza, i den västra delen av landet, 17 km norr om huvudstaden Bujumbura.
Omgivningarna runt Nyagahande är huvudsakligen savann. Runt Nyagahande är det tätbefolkat, med 319 invånare per kvadratkilometer.